# Phaeographis dendroides
Phaeographis dendroides är en lavart som först beskrevs av William Allport Leighton och fick sitt nu gällande namn av Johannes Müller Argoviensis. 
Phaeographis dendroides ingår i släktet Phaeographis och familjen Graphidaceae.   Inga underarter finns listade i Catalogue of Life.